# Arezzo TV
Arezzo TV è un'emittente televisiva locale con sede ad Arezzo, località San Leo, in via Sergio Ramelli 39. Il direttore è Greta Settimelli. Nasce nel 1986.

## Programmi
La programmazione è prevalentemente di carattere locale, con varie trasmissioni autoprodotte d'informazione, cronaca, attualità, avvenimenti sportivi, costume.

## Redazione
La redazione di Arezzo TV collabora quotidianamente con RTV38 e, in passato, con Canale 10 preparando servizi di cronaca, attualità e non solo. L'emittente aretina ha seguito anche alcuni fatti di cronaca sia per il TG LA7 che per Mediaset.